# Тамарин Грэлла
Тамарин Грэлла (лат. Saguinus nigricollis graellsi) — подвид черноспинного тамарина. Назван в честь испанского зоолога Мариано де ла Пас Граэльса (1809—1898).

## Систематика
Систематика вида дискуссионна — нередко тамарина Грэлла считают самостоятельным видом Saguinus graellsi. Основным аргументом в пользу раздельной классификации двух видов является тот факт, что в некоторых районах Колумбии тамарин Грэлла и S. n. nigricollis симпатричны друг другу. Тем не менее, существование S. n. nigricollis к северу от реки Путумайо сомнительно, поэтому утверждение о симпатрии может быть ошибочным. 
В зависимости от трактовки рода Saguinus, тамарин Грэлла может классифицироваться как Saguinus nigricollis graellsi или как Leontocebus nigricollis graellsi. Согласно исследованию 2018 года, Leontocebus является подродом Saguinus, что делает первый вариант наименования верным.

## Описание
Отличается от черноспинного тамарина тем, что имеет оливково-чёрную без красноватого оттенка шерсть на нижней части спины, основании хвоста и бёдрах.

## Распространение
Встречаются в амазонских дождевых лесах на юго-востоке Колумбии, востоке Эквадора и северо-востоке Перу.

## Образ жизни
Дневное животное, проводящее большую часть жизни на деревьях. Передвигается на четырёх конечностях, хорошо прыгает. Ищет пропитание чаще всего на высоте от 4 до 10 метров над уровнем земли, в рационе в основном фрукты, нектар, мелкие позвоночные и насекомые. Также питается древесными соками.

## Статус популяции
В оценке 2020 года Красная книга МСОП присвоила этому подвиду охранный статус «Близок к уязвимому положению» (англ. Near threatened). Главной угрозой подвиду признаётся активная вырубка леса в ареале его обитания.